# (26337) Matthewagam
(26337) Matthewagam est un astéroïde de la ceinture principale d'astéroïdes.

## Description
(26337) Matthewagam est un astéroïde de la ceinture principale d'astéroïdes. Il fut découvert le 21 novembre 1998 à Socorro (Nouveau-Mexique) par le projet LINEAR. Il présente une orbite caractérisée par un demi-grand axe de 2,46 UA, une excentricité de 0,16 et une inclinaison de 2,2° par rapport à l'écliptique.

## Compléments